# Hârsești
Hârsești is een Roemeense gemeente in het district Argeș.
Hârsești telt 2529 inwoners.